# Valgañón
Valgañón és un municipi de la Rioja, a la regió de la Rioja Alta. Situat en la vall del riu Ciloria.

## Història
La primera referència documental és de l'any 1084 i pertany a una donació realitzada per Alfons VI de Castella per la qual va cedir el monestir de Sant Sebastían de Ojacastro al monestir de San Millán de Yuso El 24 d'abril de 1312, el rei castellà Ferran IV li va concedir un Fur a la vall de la vila d'Ojacastro, Ezcaray i Zorraquín i Valgañón, la intenció de la qual seguia sent repoblar aquesta zona, fronterera amb el Regne de Navarra.
Va seguir vigent fins a la retirada dels furs en 1876 després de la Tercera Guerra Carlina. Va ser maioratge d'Álvaro de Luna, que fou preferit del rei Joan II de Castella per privilegi concedit pel rei a Segòvia el 2 d'agost de 1434. A la seva mort el maioratge passaria a les mans de la seva filla Contesina de Lluna, i al seu espòs Pedro Manrique. En el cens de la Corona de Castella del segle xvi apareix amb 100 veïns, el que suposa un nombre aproximat de 500 habitants. En el segle segle xvii destacava per les seves fàbriques de draps, tints i batanes, a més de per comptar amb un hospital.